# Abri Cro-Magnon
Abri Cro-Magnon è un sito archeologico, situato vicino al paese di Les Eyzies-de-Tayac-Sireuil in Nuova Aquitania, Francia,  scoperto nel 1868 a Louis Lartet, dove fu ritrovato il fossile di cranio del Cro-Magnon 1.

## Scavi
Il sito fu scoperto nel 1868 durante i lavori per la costruzione di una ferrovia; gli operai avevano bisogno di pietre e le raccoglievano nei dintorni, comprese quelle che si trovavano alla base del riparo roccioso. Dopo i primi colpi di piccone, alcuni dei quali colpirono le ossa, gli operai rinvenendo ossa e selci lavorate, interrupero i lavori. Fu immediatamente chiamato lo studioso Edouard Lartet, che inviò suo figlio Louis a effettuare i primi riliev.

## Descrizione
Gli scavi portarono subito alla luce il pavimento di occupazione e poi i resti di quattro scheletri adulti, un bambino e alcune ossa frammentarie. Le condizioni e la disposizione degli ornamenti, inclusi frammenti di conchiglia e denti di animale in quelli che sembrano essere stati pendenti o collane, hanno portato i ricercatori a pensare che gli scheletri fossero stati intenzionalmente sepolti in un'unica tomba all'interno del riparo.  Gli utensili associati e i frammenti di ossa fossili di animali datano il sito al pleistocene superiore, probabilmente tra 32.000 e 30.000 anni fa.